# The Secret (film 2006)
The Secret è un documentario del 2006 diretto da Drew Heriot.
Nello stesso anno la produttrice australiana Rhonda Byrne ha tratto dal film un libro omonimo.

## Contenuto
Il film consiste in una raccolta di interviste di varie personalità, tra cui filosofi, medici, fisici e gente comune, con l'intento di dimostrare la dottrina del New Thought, sostenendo l'idea che tutto ciò che si desidera o di cui si ha bisogno può essere soddisfatto credendo in un risultato, pensandoci ripetutamente e mantenendo uno stato emotivo positivo al fine di "attrarre" il risultato desiderato.
Nel corso di cinque capitoli vengono riportati esempi di vita comune, e i maestri spiegano in quale modo le cose possono "andare per il verso giusto", spiegando che attraverso l'energia del nostro corpo e le nostre sensazioni attiriamo a noi le cose che ci accadono, che saranno "belle" se i nostri pensieri e la nostra volontà sono positivi e "brutte" se viceversa sono negativi. Vengono suggeriti vari modi per migliorare la propria vita in base a quello che noi vogliamo cambiare, con la premessa che tutto deve partire dal nostro modo di pensare, parlare, agire e percepire le sensazioni.

## Distribuzione
In Italia è stato distribuito a partire da aprile 2008.